# .mt
.mt je internetová národní doména nejvyššího řádu pro Maltu (podle ISO 3166-2:MT).

## Domény druhého řádu
domény podléhající NIC Malta:
- com.mt – pro komerční využití.
- org.mt – pro neziskové organizace.
- net.mt – pro provozovatele síťových služeb.
- edu.mt – vzdělávací organizace působící na Maltě

domény podléhající Maltskému parlamentu:
- gov.mt – pro vládní účely.